# 夏目伸六
夏目 伸六（なつめ しんろく、1908年（明治41年）12月17日 - 1975年（昭和50年）2月11日）は、日本の随筆家。

## 経歴
夏目漱石と夏目鏡子の二男として東京市牛込区（現在の東京都新宿区）早稲田南町に生まれる。伸六の上に姉4名と兄がいた。漱石は、名前を「申年に生まれた6番目の子ども」ということで「申六」とする予定だったが、「先生、いくらなんでも人間の子供ですから、ニンベンをつけて『伸』にしましょう」と漱石の弟子である小宮豊隆から言われ、「伸六」となった。
父の死去時には数えで9歳（小学校2年生）であった。暁星小学校および同中学校を経て慶應義塾大学文学部予科に進み、その後、日本フィルハーモニー交響楽団からチェリストとして声がかかり、同独文科を中退した。その後、兄・純一が留学すると同時に、ドイツを始めとするヨーロッパ各地を遊学した。
帰国後、1937年に召集を受けて日中戦争に従軍し、中国各地を転戦する。このとき同じ部隊に慶應大学の同級生の沢村三木男（七代目沢村宗十郎の四男）がいた。七代目、澤村宗十郎の子息で、池島信平の後をついで文藝春秋社社長に就任した澤村三木男と夏目伸六の縁は深い。昭和初め、慶応の予科一年でクラスメートとなり、昭和12年9月の日支事変の際は共に招集された。更に、昭和16年7月の世界大戦の際も共に招集され生還し帰還。作家の菊池寛とも友人関係にあり、菊池寛が澤村三木男に手紙で「伸六が望むなら文藝春秋社に入るようにと」と言っていた。
戦争から帰還した夏目伸六は、文藝春秋社に創設メンバーとして出資し入社。1940年に除隊後、菊池寛（夏目漱石の弟子）が当時社長であった文藝春秋社で編集者・ジャーナリストとして活動。その後は随筆家として「猫の墓」そして『父・夏目漱石』の執筆を菊池寛より依頼される。また、『父と母のいる風景』は芳賀書店より1967年に出版された。
太平洋戦争中に再度召集されて中国大陸を転戦する。戦争末期は除隊し、再び文藝春秋で編集の仕事に従事した。文藝春秋を退職、桜菊書院に出資し、1946年から「漱石全集」を刊行する。また、1947年には「夏目漱石賞」を川端康成と共に実施した。この「漱石全集」の刊行は1946年末に漱石の著作権が切れるための対処であったが、それまで漱石の作品を刊行していた岩波書店が反発し、1947年1月から岩波版「漱石全集」を刊行した。さらにそれに反発した夏目家側では、夏目純一が「漱石全集」などの商標登録を申請したが、1949年に却下された（これがいわゆる「漱石全集事件」である）。
1949年に桜菊書院は倒産し、伸六は続けて、1953年から創芸社から刊行された「漱石全集」の全巻校閲を担当した。
終戦から6年の昭和26年8月（1951年）に創刊された、毎月発行の食の小冊子『あまカラ』に小島政二郎、白洲正子、谷内六郎らと共にエッセイを執筆していた。
妻の夏目信子が「ステーキ夏目」の経営をはじめ、「バー夏目」を安田さちこの夫が経営し、当時の進駐軍や俳優著名人の溜まり場となる。美輪明宏などもアルバイトをしていた。「新橋駅前マーケット」が区画整理で廃止される1963年ごろまで店は続いた。「ステーキ夏目」は数多くの著名人が集うサロン的役割を担った。
生前は、主として父の漱石に関する随筆著書に『父・夏目漱石』『父・漱石とその周辺』などがある。
漱石の神経症に由来する理不尽な家庭内暴力と癇癖を身近に知る者として、小宮豊隆ら一部の崇拝者による漱石神格化には終始批判的な立場をとった。
終の棲家は、渋谷区穏田（現在は神宮前）にあった。妻の信子が原宿竹下通り入り口で「小料理 夏目」を経営しており、津田青楓や紀伊国屋の田辺茂一など、文化人・芸能人がたびたび訪れた。伸六の親交者には、内田百閒、岡本太郎、吉川英治、若かりし頃の石原慎太郎、政界・経財界ではのちに首相となる中曽根康弘、福田赳夫、衆議院議員の櫻内義雄、紀伊国屋書店の田辺茂一などがいた。
趣味でチェロを演奏し、また夏目家では異色の大酒家としても知られた。
1975年2月死去。青山斎場で執り行われた葬儀告別式には、政財界、文学界から著名人が多数参列し故人の死を悼んだ。

## 著作
単著
- 『父・夏目漱石』文藝春秋新社、1956年11月。 NCID BN09246399。
  - 『父・夏目漱石』角川書店〈角川文庫〉、1961年7月。 NCID BN09825170。
  - 『父・夏目漱石』文藝春秋新社〈ポケット文春〉、1964年。 NCID BN14093005。
  - 『父・夏目漱石』文藝春秋〈文春文庫〉、1991年7月。ISBN 9784167540012。 NCID BN0922742X。
  - 『父・夏目漱石』 上、埼玉福祉会〈大活字本シリーズ〉、1994年9月。 NCID BA37648515。
  - 『父・夏目漱石』 下、埼玉福祉会〈大活字本シリーズ〉、1994年9月。 NCID BA37648515。
  - 『父・夏目漱石』文藝春秋〈文春文庫〉、2016年4月。ISBN 9784167906016。 NCID BB21072102。
- 『猫の墓』文藝春秋新社、1960年6月。 NCID BN04008688。
- 『父の法要』新潮社、1962年2月。 NCID BN08381413。
- 『父漱石』逗子市立図書館〈文豪を語るシリーズ 第1巻〉、1963年3月。 NCID BA54684275。
- 『父・漱石とその周辺』芳賀書店、1967年3月。 NCID BN04295626。
- 『父と母のいる風景 続 父・漱石とその周辺』芳賀書店、1967年12月。 NCID BN07362377。
- 『夏目漱石』保育社〈カラーブックス 205〉、1970年9月。 NCID BN09625422。
- 『猫の墓 父・漱石の思い出』河出書房新社〈河出文庫〉、1984年2月。 NCID BB16889893。

編集
- 『夏目漱石賞当選作品集 第1回』桜菊書院、1948年2月。 NCID BA32397633。

論文
- 「父と中村是公さん」『文藝』第11巻第8号、河出書房、1954年6月、52-55頁、NAID 40003409056。
- 「英語嫌ひの漱石」『文藝春秋』第34巻第8号、文藝春秋、1956年8月、276-283頁、NAID 40003425676。
- 「岩波茂雄さんと私」『文藝春秋』第35巻第3号、文藝春秋、1957年3月、208-213頁、NAID 40003425884。
- 「漱石の猫の塔」『文藝春秋』第36巻第11号、文藝春秋、1958年10月、308-314頁、NAID 40003426369。
- 「赤毛布」『言語生活』第158号、筑摩書房、1964年11月、57-59頁、NAID 40001067114。

## 親族
- 父：夏目漱石（小説家）
- 母：夏目鏡子（随筆家）
- 義叔父：鈴木禎次（建築家）
- 兄：夏目純一（ヴァイオリン奏者）
- 義兄：松岡譲（小説家）
- 姪：松岡陽子マックレイン（文学者）
- 姪：半藤末利子（随筆家）
- 甥：夏目房之介（兄・純一の子。漫画家、評論家、漫画コラムニスト）
- 義甥：半藤一利（小説家）
- 孫 : 夏目哲郎  （音楽プロデューサー）
- 孫：夏目一人（実業家）
- 大姪：Emi（音楽家）

|               |               |               |               |                 |                 |                 |                 |                 |                 |          |          |                 |                 |                 |                 |                 |                 |          |          |            |            |            |            |            |            |          |          |                 |                 |                 |                 |                 |                 |  |  |          |          |          |          |          |          |  |  |                       |                       |                       |                       |                       |                       |  |  |
|               |               |               |               |                 |                 |                 |                 |                 |                 |          |          |                 |                 |                 |                 |                 |                 |          |          |            |            |            |            |            |            |          |          |                 |                 |                 |                 |                 |                 |  |  |          |          |          |          |          |          |  |  |                       |                       |                       |                       |                       |                       |  |  |
| （鏡子の 妹） | （鏡子の 妹） | （鏡子の 妹） | （鏡子の 妹） | （鏡子の 妹）   | （鏡子の 妹）   |                 |                 | 鈴木禎次        | 鈴木禎次        | 鈴木禎次 | 鈴木禎次 | 鈴木禎次        | 鈴木禎次        |                 |                 | 夏目鏡子        | 夏目鏡子        | 夏目鏡子 | 夏目鏡子 | 夏目鏡子   | 夏目鏡子   |            |            | 夏目漱石   | 夏目漱石   | 夏目漱石 | 夏目漱石 | 夏目漱石        | 夏目漱石        |                 |                 |                 |                 |  |  |          |          |          |          |          |          |  |  |                       |                       |                       |                       |                       |                       |  |  |
| （鏡子の 妹） | （鏡子の 妹） | （鏡子の 妹） | （鏡子の 妹） | （鏡子の 妹）   | （鏡子の 妹）   |                 |                 | 鈴木禎次        | 鈴木禎次        | 鈴木禎次 | 鈴木禎次 | 鈴木禎次        | 鈴木禎次        |                 |                 | 夏目鏡子        | 夏目鏡子        | 夏目鏡子 | 夏目鏡子 | 夏目鏡子   | 夏目鏡子   |            |            | 夏目漱石   | 夏目漱石   | 夏目漱石 | 夏目漱石 | 夏目漱石        | 夏目漱石        |                 |                 |                 |                 |  |  |          |          |          |          |          |          |  |  |                       |                       |                       |                       |                       |                       |  |  |
|               |               |               |               |                 |                 |                 |                 |                 |                 |          |          |                 |                 |                 |                 |                 |                 |          |          |            |            |            |            |            |            |          |          |                 |                 |                 |                 |                 |                 |  |  |          |          |          |          |          |          |  |  |                       |                       |                       |                       |                       |                       |  |  |
|               |               |               |               |                 |                 |                 |                 |                 |                 |          |          |                 |                 |                 |                 |                 |                 |          |          |            |            |            |            |            |            |          |          |                 |                 |                 |                 |                 |                 |  |  |          |          |          |          |          |          |  |  |                       |                       |                       |                       |                       |                       |  |  |
|               |               |               |               | 夏目伸六        | 夏目伸六        | 夏目伸六        | 夏目伸六        | 夏目伸六        | 夏目伸六        |          |          |                 |                 |                 |                 |                 |                 |          |          | 夏目純一   | 夏目純一   | 夏目純一   | 夏目純一   | 夏目純一   | 夏目純一   |          |          | （漱石の 長女） | （漱石の 長女） | （漱石の 長女） | （漱石の 長女） | （漱石の 長女） | （漱石の 長女） |  |  | 松岡譲   | 松岡譲   | 松岡譲   | 松岡譲   | 松岡譲   | 松岡譲   |  |  |                       |                       |                       |                       |                       |                       |  |  |
|               |               |               |               | 夏目伸六        | 夏目伸六        | 夏目伸六        | 夏目伸六        | 夏目伸六        | 夏目伸六        |          |          |                 |                 |                 |                 |                 |                 |          |          | 夏目純一   | 夏目純一   | 夏目純一   | 夏目純一   | 夏目純一   | 夏目純一   |          |          | （漱石の 長女） | （漱石の 長女） | （漱石の 長女） | （漱石の 長女） | （漱石の 長女） | （漱石の 長女） |  |  | 松岡譲   | 松岡譲   | 松岡譲   | 松岡譲   | 松岡譲   | 松岡譲   |  |  |                       |                       |                       |                       |                       |                       |  |  |
|               |               |               |               |                 |                 |                 |                 |                 |                 |          |          |                 |                 |                 |                 |                 |                 |          |          |            |            |            |            |            |            |          |          |                 |                 |                 |                 |                 |                 |  |  |          |          |          |          |          |          |  |  |                       |                       |                       |                       |                       |                       |  |  |
|               |               |               |               |                 |                 |                 |                 |                 |                 |          |          |                 |                 |                 |                 |                 |                 |          |          |            |            |            |            |            |            |          |          |                 |                 |                 |                 |                 |                 |  |  |          |          |          |          |          |          |  |  |                       |                       |                       |                       |                       |                       |  |  |
|               |               |               |               | （伸六の 長女） | （伸六の 長女） | （伸六の 長女） | （伸六の 長女） | （伸六の 長女） | （伸六の 長女） |          |          | （純一の 長女） | （純一の 長女） | （純一の 長女） | （純一の 長女） | （純一の 長女） | （純一の 長女） |          |          | 夏目房之介 | 夏目房之介 | 夏目房之介 | 夏目房之介 | 夏目房之介 | 夏目房之介 |          |          | 半藤末利子      | 半藤末利子      | 半藤末利子      | 半藤末利子      | 半藤末利子      | 半藤末利子      |  |  | 半藤一利 | 半藤一利 | 半藤一利 | 半藤一利 | 半藤一利 | 半藤一利 |  |  | 松岡陽子 マックレイン | 松岡陽子 マックレイン | 松岡陽子 マックレイン | 松岡陽子 マックレイン | 松岡陽子 マックレイン | 松岡陽子 マックレイン |  |  |
|               |               |               |               | （伸六の 長女） | （伸六の 長女） | （伸六の 長女） | （伸六の 長女） | （伸六の 長女） | （伸六の 長女） |          |          | （純一の 長女） | （純一の 長女） | （純一の 長女） | （純一の 長女） | （純一の 長女） | （純一の 長女） |          |          | 夏目房之介 | 夏目房之介 | 夏目房之介 | 夏目房之介 | 夏目房之介 | 夏目房之介 |          |          | 半藤末利子      | 半藤末利子      | 半藤末利子      | 半藤末利子      | 半藤末利子      | 半藤末利子      |  |  | 半藤一利 | 半藤一利 | 半藤一利 | 半藤一利 | 半藤一利 | 半藤一利 |  |  | 松岡陽子 マックレイン | 松岡陽子 マックレイン | 松岡陽子 マックレイン | 松岡陽子 マックレイン | 松岡陽子 マックレイン | 松岡陽子 マックレイン |  |  |
|               |               |               |               |                 |                 |                 |                 |                 |                 |          |          |                 |                 |                 |                 |                 |                 |          |          |            |            |            |            |            |            |          |          |                 |                 |                 |                 |                 |                 |  |  |          |          |          |          |          |          |  |  |                       |                       |                       |                       |                       |                       |  |  |
|               |               |               |               | 夏目一人        | 夏目一人        | 夏目一人        | 夏目一人        | 夏目一人        | 夏目一人        |          |          | Emi             | Emi             | Emi             | Emi             | Emi             | Emi             |          |          |            |            |            |            |            |            |          |          |                 |                 |                 |                 |                 |                 |  |  |          |          |          |          |          |          |  |  |                       |                       |                       |                       |                       |                       |  |  |

- そのほかにも、岩倉久米雄（義従叔父）など遠縁の著名人が多数いるが、ここでは夏目伸六の親族に該当する者のみを図示した。